# Kelowna
Kelowna (/kɛloʊnə/) este un oraș din Columbia Britanică, Canada, situat în valea Okanagan, lângă lacul Okanagan.

## Demografie

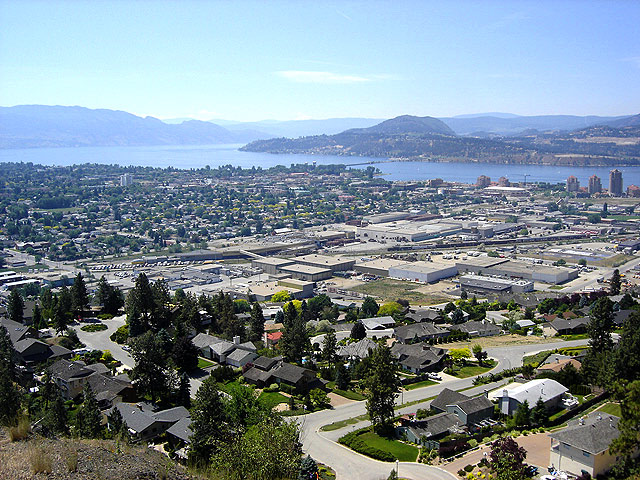
Kelowna şi lacul Okanagan

## Clima
| Date climatice pentru Kelowna International Airport | Date climatice pentru Kelowna International Airport | Date climatice pentru Kelowna International Airport | Date climatice pentru Kelowna International Airport | Date climatice pentru Kelowna International Airport | Date climatice pentru Kelowna International Airport | Date climatice pentru Kelowna International Airport | Date climatice pentru Kelowna International Airport | Date climatice pentru Kelowna International Airport | Date climatice pentru Kelowna International Airport | Date climatice pentru Kelowna International Airport | Date climatice pentru Kelowna International Airport | Date climatice pentru Kelowna International Airport | Date climatice pentru Kelowna International Airport |
| Luna                                                | Ian                                                 | Feb                                                 | Mar                                                 | Apr                                                 | Mai                                                 | Iun                                                 | Iul                                                 | Aug                                                 | Sep                                                 | Oct                                                 | Nov                                                 | Dec                                                 | Anual                                               |
| --------------------------------------------------- | --------------------------------------------------- | --------------------------------------------------- | --------------------------------------------------- | --------------------------------------------------- | --------------------------------------------------- | --------------------------------------------------- | --------------------------------------------------- | --------------------------------------------------- | --------------------------------------------------- | --------------------------------------------------- | --------------------------------------------------- | --------------------------------------------------- | --------------------------------------------------- |
| Maxima medie °C (°F)                                | 0.8 (33,4)                                          | 3.6 (38,5)                                          | 10.1 (50,2)                                         | 15.5 (59,9)                                         | 20.2 (68,4)                                         | 24.2 (75,6)                                         | 27.9 (82,2)                                         | 27.6 (81,7)                                         | 21.7 (71,1)                                         | 13.4 (56,1)                                         | 5.6 (42,1)                                          | 0.7 (33,3)                                          | 14,3 (57,7)                                         |
| Media zilnică °C (°F)                               | −2.5 (27,5)                                         | −0.9 (30,4)                                         | 4.1 (39,4)                                          | 8.4 (47,1)                                          | 12.8 (55)                                           | 16.6 (61,9)                                         | 19.5 (67,1)                                         | 19.1 (66,4)                                         | 13.9 (57)                                           | 7.3 (45,1)                                          | 1.6 (34,9)                                          | −2.6 (27,3)                                         | 8,1 (46,6)                                          |
| Minima medie °C (°F)                                | −5.8 (21,6)                                         | −5.3 (22,5)                                         | −2 (28,4)                                           | 1.3 (34,3)                                          | 5.4 (41,7)                                          | 9.1 (48,4)                                          | 11.1 (52)                                           | 10.6 (51,1)                                         | 5.9 (42,6)                                          | 1.3 (34,3)                                          | −2.4 (27,7)                                         | −5.9 (21,4)                                         | 1,9 (35,4)                                          |
| Minima istorică °C (°F)                             | −31.7 (−25.1)                                       | −25.3 (−13.5)                                       | −19.4 (−2.9)                                        | −8.9 (16)                                           | −4.2 (24,4)                                         | −0.6 (30,9)                                         | 2.6 (36,7)                                          | 0.6 (33,1)                                          | −6.1 (21)                                           | −15.7 (3,7)                                         | −28.4 (−19.1)                                       | −36.1 (−33.0)                                       | −36,1 (−33,0)                                       |
| Indice de răcire eoliană                            | −39.7                                               | −33                                                 | −20.4                                               | −9.8                                                | −5.4                                                | −0.6                                                | 0.0                                                 | 0.0                                                 | −7.3                                                | −18.2                                               | −36.3                                               | −37.6                                               | −39,7                                               |
| Precipitații mm (inches)                            | 31.0 (1.22)                                         | 19.0 (0.748)                                        | 21.6 (0.85)                                         | 29.1 (1.146)                                        | 40.2 (1.583)                                        | 45.9 (1.807)                                        | 37.2 (1.465)                                        | 32.1 (1.264)                                        | 32.4 (1.276)                                        | 29.2 (1.15)                                         | 36.7 (1.445)                                        | 32.6 (1.283)                                        | 386,9 (15,232)                                      |
| Ploaie mm (inches)                                  | 8.9 (0.35)                                          | 10.0 (0.394)                                        | 16.9 (0.665)                                        | 28.3 (1.114)                                        | 39.2 (1.543)                                        | 45.9 (1.807)                                        | 37.2 (1.465)                                        | 32.1 (1.264)                                        | 31.7 (1.248)                                        | 29.1 (1.146)                                        | 24.4 (0.961)                                        | 7.6 (0.299)                                         | 311,3 (12,256)                                      |
| Zăpadă cm (inches)                                  | 26.9 (10.59)                                        | 10.8 (4.25)                                         | 4.8 (1.89)                                          | 0.8 (0.31)                                          | 0.0 (0)                                             | 0.0 (0)                                             | 0.0 (0)                                             | 0.0 (0)                                             | 0.0 (0)                                             | 0.1 (0.04)                                          | 13.6 (5.35)                                         | 32.0 (12.6)                                         | 89,0 (35,04)                                        |
| Umiditate [%]                                       | 76.4                                                | 65.2                                                | 48.8                                                | 39.8                                                | 40.0                                                | 39.3                                                | 35.6                                                | 36.2                                                | 42.2                                                | 55.6                                                | 70.6                                                | 75.7                                                | 52,1                                                |
| Nr. de zile cu precipitații (≥ 0.2 mm)              | 13.9                                                | 10.3                                                | 10.5                                                | 10.9                                                | 12.9                                                | 12.0                                                | 9.2                                                 | 8.5                                                 | 8.7                                                 | 11.3                                                | 14.4                                                | 14.1                                                | 136,6                                               |
| Nr. mediu de zile ploioase (≥ 0.2 mm)               | 5.6                                                 | 6.2                                                 | 8.8                                                 | 10.7                                                | 12.2                                                | 12.0                                                | 9.2                                                 | 8.5                                                 | 8.3                                                 | 11.3                                                | 11.0                                                | 4.2                                                 | 107,8                                               |
| Nr. mediu de zile cu ninsoare (≥ 0.2 cm)            | 10.0                                                | 5.6                                                 | 2.4                                                 | 0.6                                                 | 0.0                                                 | 0.0                                                 | 0.0                                                 | 0.0                                                 | 0.0                                                 | 0.2                                                 | 4.7                                                 | 11.0                                                | 34,5                                                |
| Ore însorite                                        | 39.4                                                | 80.9                                                | 148.5                                               | 191.0                                               | 238.2                                               | 244.9                                               | 297.8                                               | 281.6                                               | 216.2                                               | 124.5                                               | 50.9                                                | 35.1                                                | 1.948,9                                             |
| Sursă:                                              |                                                     |                                                     |                                                     |                                                     |                                                     |                                                     |                                                     |                                                     |                                                     |                                                     |                                                     |                                                     |                                                     |